# Leo Cordang
Leo Cordang (Blerick, 6 april 1955) is een voormalig Nederlands voetballer die tijdens zijn profloopbaan uitsluitend voor FC VVV uitkwam.
Cordang werd in 1975 door de Venlose club overgenomen van eersteklasser SV Blerick. De voorstopper maakte op 19 april 1976 zijn competitiedebuut namens FC VVV in een thuiswedstrijd tegen FC Vlaardingen (3-1) als invaller voor Huub Vercoulen. Na de promotie via de nacompetitie speelde Cordang nog acht competitiewedstrijden in de eredivisie. In 1977 keerde Cordang terug naar de amateurs van SV Blerick. Bij die club vestigde hij in het bekertoernooi 1983-84 de aandacht door de winnende treffer (2-1) te scoren in het cupduel tegen eredivisionist PEC Zwolle. In 1987 beëindigde hij zijn spelersloopbaan.

## Profstatistieken
| Seizoen         | Club            | Competitie      | Competitie | Competitie | Beker | Beker | Playoff | Playoff | Totaal | Totaal |
| Seizoen         | Club            | Competitie      | Wed.       | Dlp.       | Wed.  | Dlp.  | Wed.    | Dlp.    | Wed.   | Dlp.   |
| --------------- | --------------- | --------------- | ---------- | ---------- | ----- | ----- | ------- | ------- | ------ | ------ |
| 1975/76         | FC VVV          | Eerste divisie  | 4          | 0          | 0     | 0     | 0       | 0       | 4      | 0      |
| 1976/77         | FC VVV          | Eredivisie      | 8          | 0          | 0     | 0     | —       | —       | 8      | 0      |
| Carrière totaal | Carrière totaal | Carrière totaal | 12         | 0          | 0     | 0     | 0       | 0       | 12     | 0      |